# Gál András Levente
Gál András Levente (Budapest, 1970. február 28. –) jogász, ügyvéd, államtitkár, kormánybiztos.

## Tanulmányai
Jogi diplomáját 1994-ben az Eötvös Loránd Tudományegyetem Állam- és Jogtudományi Karán szerezte meg. 1991-től 1992-ig tanulmányokat folytatott Zürichben sajtójogból, Bécsben ingatlan-nyilvántartásból, 1996-ban Tokióban politológiát hallgatott. 2006-ban ingatlan-értékbecslő és hivatalos közbeszerzési tanácsadó vizsgát tett.

## Pályafutása
2002-ben alapította a Gál és Társai Ügyvédi Irodát, 2012-től a Magyar Közigazgatási és Szervezetfejlesztési Kutatóintézet Alapítvány kuratóriumának elnöke. 2011 decemberéig a Közigazgatási és Igazságügyi Minisztérium közigazgatási államtitkára, 2012. szeptember 1-jéig a Jó Állam fejlesztési koncepció végrehajtásának összehangolásáért felelős kormánybiztos.

### Szakmai pályafutása
Egyetemi tanulmányai mellett a Magyar Televízió Híradó Szerkesztőségében külpolitikai és adásszerkesztőként is dolgozott
- 1991-től 1994-ig Magyar Televízió Híradó Szerkesztőség, montírozó/külpolitikai és adásszerkesztő
- 1994-től 1998-ig a Budapesti 99. számú Ügyvédi Irodánál volt ügyvédjelölt
- 1999-től 2000-ig az Oktatási Minisztériumban miniszteri biztosként teljesített szolgálatot
- 2000-től 2002-ig közigazgatási államtitkár
- 2002-től 2007-ig saját ügyvédi irodájában ügyvéd
- 2007-2010. június 1. Gál és Társa Ügyvédi Iroda, irodavezető ügyvéd
- 2010. június 2. – 2011. november 30. Közigazgatási és Igazságügyi Minisztérium, közigazgatási államtitkár
- 2011. december 1. – 2012. szeptember 1. a Jó Állam fejlesztési koncepció végrehajtásának összehangolásáért felelős kormánybiztos, Közigazgatási és Igazságügyi Minisztérium
- 2012. szeptember 2. – Gál és Társa Ügyvédi Iroda, irodavezető ügyvéd
- 2015-től 2018-ig Digitális Jólét Program (DJP) állandó szakértő
- 2018-tól a Digitális Jólét Program szakmai vezetője
- 2020. augusztus - 2023. július között a Neumann Nonprofit Közhasznú Kft. ügyvezetője
- 2022. június 16. - 2022. december 31. között a KTI Nonprofit Kft. ügyvezetője

### Közéleti megbízatásai
1991-től 1993-ig az ELTE Állam- és Jogtudományi Karán a Hallgatói Önkormányzat elnöke és egyben az ELTE Hallgatói Önkormányzatának első elnöke 1991-ben. A Hallgatói Önkormányzatok Országos Szövetségének (OFÉSZ) elnökségi tagja volt 1991-től 1993-ig. A Doktoranduszok Országos Szövetségének alapító tagja és elnöke 1994-1998 között, majd 1998-tól tiszteletbeli elnöke. 2004-től 2008-ig a Hungária Televízió Közalapítvány Ellenőrző Testületének elnöke. 2005-től a Magyar Közigazgatási és Szervezetfejlesztési Kutatóintézet kuratóriumának az elnöke. 2007-től a Pálfi István Régiófejlesztési Alapítvány kuratóriumának az elnöke. Az alábbi tisztségeket 2010. május 30-ig töltötte be: Magyar Rádió Közalapítvány Kuratóriumának elnökhelyettese, a Semmelweis Innovációs Központ Kft. felügyelőbizottságának tagja, a Bolyai Műhely Alapítvány felügyelőbizottságának elnöke és a Nézőpont Intézet Alapítvány Kuratóriumának tagja. 2012-től 2013. májusáig a Magyar Vitorlás Szövetség elnöke. 2012-től a Magyar Közigazgatási és Szervezetfejlesztési Kutatóintézet Alapítvány kuratóriumának elnöke. 2012-2016 között a Magyar Atlanti Tanács alelnöke. 2013-tól a CESCI alelnöke, valamint 2015-től a Herczeg Ferenc Alapítvány Kuratóriumának elnöke.
Több jogi konferencia vezérszónoka például az egészségügyi reformmal és a közbeszerzésekkel kapcsolatban. Számos könyv szerzője és szerkesztője.
Angolul és németül beszél.

### Díjak, elismerések
- Magyary Zoltán-díj (2013)[4]
- Nemzeti Közszolgálati Egyetem díszpolgára (2013)

## Családja
Gál Pál Zoltán testvére